# Fernando Ruíz
Fernando Isaac Ruíz Alvarado (sinh ngày 10 tháng 11 năm 1996 ở San Luis Río Colorado, Sonora) là một cầu thủ bóng đá người México hiện tại thi đấu cho FC Juárez